# Gerrard Verhage
Gerrard Verhage (Hilversum, 28 december 1948 – Amsterdam, 6 april 2008) was een Nederlands filmregisseur.
Verhage wilde als kind geoloog worden, maar studeerde uiteindelijk Nederlandse Taal en Letterkunde aan de Universiteit van Amsterdam.
In 1974 was hij een van de oprichters van Het Amsterdams Stadsjournaal. In die jaren was hij ook medewerker van het linkse filmtijdschrift Skrien. Hij is sindsdien als regisseur actief, aanvankelijk van documentaires en vanaf de jaren negentig van speelfilms en televisieseries. Bij het grote publiek werd hij bekend als regisseur van De dominee (2004), een speelfilm geïnspireerd op het leven van drugshandelaar Klaas Bruinsma. Verhage kocht de filmrechten in 1995. Begin 1995 werd hij opgebeld door Etienne Urka, die aangaf dat hij niet met naam en toenaam genoemd wilde worden in de film en eventueel wel mede-financier van de film wilde worden, als zijn naam ongenoemd zou blijven. Bij de uitbreng van de film beschuldigde misdaadjournalist Bart Middelburg Verhage ervan dat die zich zou hebben laten beïnvloeden door het criminele milieu, wat door Verhage met kracht is tegengesproken.
In zijn documentaire De Berg (1981) interviewde Verhage vijf communisten en ex-communisten (Henk Gortzak, Jans Gortzak, Piet Laros, Gerard Maas, Nel Visch); met vier van hen bracht hij een bezoek aan Felix Meritis dat jarenlang hoofdkwartier van de CPN was.
In 1999 kreeg Verhage een Gouden kalf voor het televisiedrama Dichter op de Zeedijk, naar de gelijknamige roman van Kees van Beijnum. In 2000 kreeg hij hiervoor de "Nederlandse Academy Award".

## Filmografie (selectie)
- De Berg (1981)
- Afzien (1986)
- Ik ga naar Tahiti (1992, over Hendrik Werkman)
- Eenmaal geslagen, nooit meer bewogen (1994, naar de roman La Mèche van de Belgische schrijfster Lucy Veldhuizen-Marchal uit 1948)
- Twee ogen uit Lemberg (1996, televisiedrama)
- De Panter en de Pissebed (1998, televisiedrama in de serie De greep van de staat VARA)
- Dichter op de Zeedijk (1999, televisiedrama)
- Het negende uur (2001, telefilm christelijke thriller voor de EO)
- De dominee (2004, naar het boek van Bart Middelburg over de in 1991 vermoorde drugsbaron Klaas Bruinsma)